# 田渕豊吉

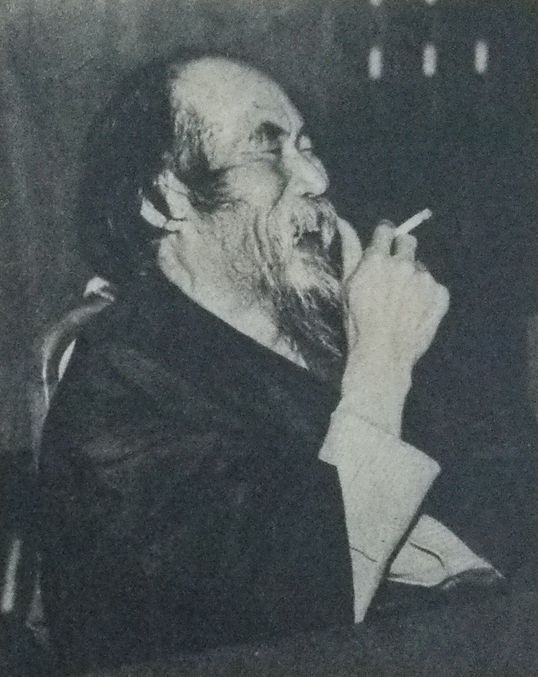
晩年の田渕(1943年以前)

田渕 豊吉（たぶち とよきち、1882年〈明治15年〉2月23日 - 1943年〈昭和18年〉1月15日）は、明治・大正・昭和期の政治家。衆議院議員を通算5期務めた。

## 生涯
和歌山県日高郡薗浦（現：御坊市）の大地主であり、造り酒屋伊勢屋を営む田渕善兵衛・かめの四男として生まれる。戦前の田渕家は、大地主であると共に、日高銀行（現紀陽銀行に一部営業・店舗を譲渡）、由良臨海鉄道、日高物産、南海信託、御坊臨港鉄道（現紀州鉄道）などの事業も営む、和歌山屈指の名門であった。善兵衛死後は次男の田渕榮次郎が家督を継いだ。
1905年（明治38年）早稲田大学政治経済科入学。1908年（明治41年）から1915年（大正4年）まで欧米に留学。ドイツを中心に、イギリス、アメリカ、フランスなどへ留学し、政治は勿論、哲学、科学などを幅広く学ぶ。当初、ドイツへ留学するが第一次世界大戦が勃発したためイギリスへ渡り、またアメリカへも足を伸ばす。
1917年（大正6年）第13回総選挙で和歌山県郡部より立候補するが次点で落選。
1920年（大正9年）第14回総選挙で和歌山県第四区より初当選。無所属新人ながら立憲政友会の勇として知られる中村啓次郎を大差で破りトップ当選を果たす。新婦人協会（平塚らいてう、市川房枝ら）の運動による女性の政治参加への道を開くべく治安警察法の改正案を無所属四名の連名にて提出し、田渕が提案理由演説を行う。1923年（大正12年）12月14日、関東大震災朝鮮人虐殺事件の真相を追及する演説を行う。
尾崎行雄はこの演説を「日本国民の良心の叫びとして、わが国議会演説史にちりばめられた不滅の宝石であった」と絶賛する。1929年（昭和4年）張作霖爆殺事件の真相に迫る演説を行う。当時野党の中野正剛は事件の追及をするも、「八百長ゲームとしての名演説」と揶揄されるなか、田渕は真相を暴く演説を行った。
1929年（昭和4年）福島多嘉子と結婚する。わずか3年あまりで多嘉子は死去するが、進、守の二子を儲ける。
1930年（昭和5年）第17回総選挙で和歌山県第ニ区より立候補するが次々点で落選。1932年（昭和7年）第18回総選挙でも和歌山県第ニ区より立候補するが次点で落選。
1936年（昭和11年）第19回総選挙で和歌山県第二区よりトップ当選。返り咲きを果たす。1937年（昭和12年）第20回総選挙で和歌山県第二区より当選。この年に始まる日中戦争、1941年勃発の太平洋戦争下でも議席を得、政治活動を続ける。
1940年（昭和15年）大政翼賛会が発足したが、田渕はあくまで無所属を貫く。1941年（昭和16年）東条英機内閣が発足するが東条に対し戦争に反対する意見を述べる。1941年（昭和16年）12月、太平洋戦争が始まる。田渕は体制翼賛議会にて東条の演説に野次を飛ばし、退場となっている。
1942年（昭和17年）翼賛選挙に和歌山県第二区より非推薦で立候補するが次々点で落選。これにて田渕の20年にわたる政治生活の幕を閉じた。
1943年（昭和18年）病により死去した。

## 人物
1990年（平成2年）戦後55年を経て、田渕豊吉伝記が出版される。出版記念会には、発起人として、森喜朗、三塚博、渡部恒三が挨拶、政界からは前首相（当時）の宇野宗佑、田渕と同じく和歌山御坊市出身の議員二階俊博、政治評論家・宮崎吉政、新井明日本経済新聞社社長（当時）などがスピーチした。
住所は和歌山県日高郡御坊町大字薗（現・御坊市）。